# Jean-Louis Koszul
Pour les articles homonymes, voir Koszul.
Jean-Louis Koszul (en français : [kɔsyl]), né le 3 janvier 1921 à Strasbourg (France) et mort le 12 janvier 2018 à Fontanil-Cornillon près de Grenoble, est un mathématicien français.
Membre du groupe Bourbaki, il est surtout connu pour ses travaux en algèbre et en géométrie et pour la découverte du complexe de Koszul (en).
La théorie géométrique de l'information (en) se base en partie sur ses travaux (fonction caractéristique de Koszul-Vinberg).

## Biographie
Jean-Louis Koszul est né à Strasbourg en 1921, d'André Koszul (1878-1956), universitaire, et Marie Fontaine. Il est le cadet d'une fratrie de quatre enfants. Il est cousin du compositeur Henri Dutilleux ; leur grand-père, le compositeur Julien Koszul, était ami de Gabriel Fauré.
Il étudie au lycée Fustel-de-Coulanges à Strasbourg puis à la faculté des sciences de Strasbourg et celle de Paris : il est élève de l'ENS Ulm (promotion 1940). Son directeur de thèse est Henri Cartan qui adresse une élogieuse allocution à son égard.
Il enseigne à Strasbourg et Grenoble et est nommé maître de conférences, puis professeur à l’université de Strasbourg, où il reste jusqu’en 1963, puis professeur à l'université de Grenoble en 1963. Il est le rédacteur du sujet de l'épreuve de 6 heures du concours d'entrée à l'ENS Ulm de 1966, devant lequel aucun élève n'a dépassé la première question, révélant une trop grande disparité dans l'enseignement des mathématiques spéciales ; le sujet est surnommé depuis le « problème de Koszul »,.
Il part en retraite en 1986, mais reste très actif durant encore de nombreuses années au sein de l’Institut Fourier. Il a fait partie du groupe Bourbaki. Il a été président de la Société Mathématiques de France en 1978 et s’est fortement impliqué à cette époque dans la création du CIRM (Centre international de rencontres mathématiques) à Luminy. Il est correspondant de l'Académie française des sciences à partir du 28 janvier 1980. En 1962 il est lauréat du prix Francœur.
Il meurt le 12 janvier 2018, à l'âge de 97 ans.

### Famille
Jean-Louis Koszul se marie le 17 juillet 1948 avec Denise Reyss-Brion (1922-2018). Ils ont trois enfants: Michel, Bertrand et Anne.

## Œuvre
- Faisceaux et Cohomologie. 1957
- Lectures on Fibre Bundles and Differential Geometry. Tata Institute, Bombay 1965, 1986 (conférences de 1960).
- Lectures on Groups of Transformation. Tata Institute, Bombay 1964.
- Selected Papers of Jean-Louis Koszul. 1994.
- Homologie et cohomologie des algèbres de Lie. Bulletin de la Société Mathématique de France 1950
- Sur un type d'algèbres différentielles en rapport avec la transgression Colloque de topologie (espaces fibrés), Bruxelles, 1950, pp. 73–81.
- Homologie des complexes de formes différentielles d'ordre supérieur  (1974)
- Rigidité forte des espaces riemanniens localement symétriques  (1974-1975)
- Travaux de S. S. Chern et J. Simons sur les classes caractéristiques (1973-1974)
- Déformations de connexions localement plates  (1968)
- Travaux de J. Stallings sur la décomposition des groupes en produits libres  (1968-1969)
- Propriétés de stabilité des lois d'opération propres  (1964)
- Théorèmes de points fixes pour les groupes élémentaires (1962-1964)
- Domaines bornés homogènes et orbites de groupes de transformations affines  (1961)
- Complexes d'espaces topologiques (1959)
- Travaux de B. Kostant sur les groupes de Lie semi-simples  (1958-1960)
- Fibrés vectoriels sur les courbes elliptiques (1956-1958)
- Formes hermitiennes canoniques des espaces homogènes complexes (1954-1956)
- Relations d'équivalence sur les courbes algébriques ayant des points multiples (1951-1954)
- Les variétés jacobiennes généralisées  (1951-1954)
- Algèbres de Jordan (1948-1951)
- Cohomologie des espaces fibrés différentiables et connexions  (1948-1951)
- Introduction to Symplectic Geometry  (1983 -English translation 2019)